# Балтийская женская волейбольная лига
Балтийская женская волейбольная лига — ежегодный волейбольный турнир женских клубных команд Латвии, Литвы и Эстонии. Проводится с 2007 года. В сезоне 2012/13 в качестве приглашённых выступали три белорусские команды.
Аналогичное соревнование проводится и среди мужских клубных команд.

## Формула соревнований
Количество участвовавших команд колебалось от 6 до 12. В первом турнире принимали участие команды Латвии и Литвы, в последующих — всех трёх прибалтийских государств, а в чемпионате 2012/13 также команды из Белоруссии. Соревнования состоят из предварительной стадии и финального этапа, проводимого в формате финала четырёх (в 2010/11—2016/17 — финала восьми, в 2020/21 — финала шести) по системе плей-офф в одном или нескольких городах.
За победы со счётом 3:0 и 3:1 команды получают по 3 очка, 3:2 — 2 очка, за поражение со счётом 2:3 — 1 очко, 0:3 и 1:3 — 0 очков.

## Чемпионат 2012/13
В сезоне 2012—2013 в соревнованиях принимали участие 12 команд — по три от Латвии, Литвы, Эстонии и Белоруссии.
Чемпионат проводился в два этапа — предварительный и финальный (плей-офф). На предварительной стадии команды играли в два круга по туровой системе. По её итогам 8 лучших команд вышли в плей-офф и в формате финала восьми (четвертьфинал, два полуфинала (за 1-4 и 5-8 места) и четыре финала за 1-е, 3-е, 5-е и 7-е места) определили итоговую расстановку мест.

### Участники
| Белоруссия               | Латвия                    | Литва              | Эстония                 |
| ------------------------ | ------------------------- | ------------------ | ----------------------- |
| «Коммунальник» (Могилёв) | «ЛУ Елгава» (Елгава)      | «Ахема» (Ионава)   | «Тарту Юликоол» (Тарту) |
| «Минчанка» (Минск)       | «Бабите» (Бабите)         | «Хекса» (Каунас)   | «Фамила» (Выру)         |
| «Атлант» (Барановичи)    | Молодёжная сборная Латвии | «Таурас» (Вильнюс) | ТТЮ (Таллин)            |

### Финал
31 марта 2013.  Елгава
«Коммунальник» — «Минчанка» 3:2.

## Чемпионат 2013/14
В сезоне 2013—2014 в соревнованиях принимали участие 12 команд — 6 от Эстонии, 4 от Латвии и 2 от Литвы.
Чемпионат проводился в два этапа — предварительный и финальный (плей-офф). На предварительной стадии команды играли в два круга по туровой системе. По её итогам 8 лучших команд вышли в плей-офф и в формате финала восьми (четвертьфинал, два полуфинала (за 1-4 и 5-8 места) и четыре финала за 1-е, 3-е, 5-е и 7-е места) определили итоговую расстановку мест. Финальный турнир прошёл в литовских городах Йонаве и Каунасе.

### Участники
| Латвия               | Литва            | Эстония                            |
| -------------------- | ---------------- | ---------------------------------- |
| «ЛУ Елгава» (Елгава) | «Ахема» (Йонава) | «Кохила» (Кохила)                  |
| «Бабите» (Бабите)    | «Хекса» (Каунас) | ТТЮ (Таллин)                       |
| РСУ-МВС (Рига)       |                  | «Фамила» (Выру)                    |
| «Зелталея» (Лимбажи) |                  | «Тарту Юликоол» (Тарту)            |
|                      |                  | «Таллинна Юликоол» (Таллин)        |
|                      |                  | «Аудентесе Ноортекоондис» (Таллин) |

### Финал
23 марта 2014.  Каунас
«Кохила» — «ЛУ Елгава» 3:1.

## Чемпионат 2014/15
В сезоне 2014—2015 в соревнованиях принимали участие 11 команд — 5 от Латвии, 4 от Эстонии и 2 от Литвы.
Чемпионат проводился в два этапа — предварительный и финальный (плей-офф). На предварительной стадии команды играли в два круга по туровой системе. По её итогам 8 лучших команд вышли в плей-офф и в формате финала восьми (четвертьфинал, два полуфинала (за 1-4 и 5-8 места) и четыре финала за 1-е, 3-е, 5-е и 7-е места) определили итоговую расстановку мест. Финальный турнир прошёл в эстонских городах Кохила и Рапла.

### Участники
| Латвия                  | Литва            | Эстония                       |
| ----------------------- | ---------------- | ----------------------------- |
| «ЛУ Елгава» (Елгава)    | «Ахема» (Йонава) | «Кохила» (Кохила)             |
| «Зелталея» (Лимбажи)    | «Хекса» (Каунас) | ТТЮ (Таллин)                  |
| РСУ-МВС (Рига)          |                  | «Тарту Юликоол Ээден» (Тарту) |
| «Бабите» (Бабите)       |                  | «Фамила» (Выру)               |
| «Эзерземе» (Даугавпилс) |                  |                               |

### Финал
15 марта 2015.  Кохила
«Кохила» — «Ахема» 3:0.

## Чемпионат 2015/16
В сезоне 2015—2016 в соревнованиях принимали участие 12 команд — по 5 от Латвии и Эстонии и 2 от Литвы.
Чемпионат проводился в два этапа — предварительный и финальный (плей-офф). На предварительной стадии команды играли в два круга по туровой системе. По её итогам 8 лучших команд вышли в плей-офф и в формате финала восьми (четвертьфинал, два полуфинала (за 1-4 и 5-8 места) и четыре финала за 1-е, 3-е, 5-е и 7-е места) определили итоговую расстановку мест. Финальный турнир прошёл в столице Эстонии Таллине.

### Участники
| Латвия               | Литва            | Эстония                       |
| -------------------- | ---------------- | ----------------------------- |
| «Зелталея» (Лимбажи) | «Хекса» (Каунас) | «Кохила» (Кохила)             |
| «ЛУ Елгава» (Елгава) | «Ахема» (Йонава) | ТТЮ (Таллин)                  |
| «Бабите» (Бабите)    |                  | «Таллинна Юликоол» (Таллин)   |
| РСУ-МВС (Рига)       |                  | «Фамила» (Выру)               |
| «МиЛат» (Даугавпилс) |                  | «Тарту Юликоол Ээден» (Тарту) |

### Финал
6 марта 2016.  Таллин
«Кохила» — «Хекса» 3:0.

## Чемпионат 2016/17
В сезоне 2016—2017 в соревнованиях принимали участие 12 команд — 5 от Эстонии, 4 от Латвии и 3 от Литвы.
Чемпионат проводился в два этапа — предварительный и финальный (плей-офф). На предварительной стадии команды играли в два круга по туровой системе. По её итогам 8 лучших команд вышли в плей-офф и в формате финала восьми (четвертьфинал, два полуфинала (за 1-4 и 5-8 места) и четыре финала за 1-е, 3-е, 5-е и 7-е места) определили итоговую расстановку мест. Финальный турнир прошёл 3-5 марта 2017 в литовских городах Йонава и Каунас.

### Участники
| Латвия                 | Литва                     | Эстония                       |
| ---------------------- | ------------------------- | ----------------------------- |
| «ЛУ Елгава» (Елгава)   | АСУ (Каунас)              | «Кохила» (Кохила)             |
| «МиЛатсс» (Даугавпилс) | «Прекиба-Парама» (Алитус) | «Тарту Юликоол Ээден» (Тарту) |
| «Бабите» (Бабите)      | «Ахема» (Йонава)          | ТТЮ (Таллин)                  |
| РСУ-МВС (Рига)         |                           | «Таллинна Юликоол» (Таллин)   |
|                        |                           | «Фамила» (Выру)               |

### Финал
5 марта 2017.  Каунас
АСУ — «Кохила» 3:0.

## Чемпионат 2017/18
В сезоне 2017—2018 в соревнованиях принимали участие 10 команд — 4 от Эстонии, по 3 от Латвии и  Литвы.
Чемпионат проводился в два этапа — предварительный и финальный (плей-офф). На предварительной стадии команды играли в два круга по туровой системе. По её итогам 8 лучших команд вышли в четвертьфинал плей-офф и в сериях матчей до двух побед одного из соперников определили участников финала четырёх, которые разыграли призовые места. Финальный турнир прошёл 17-18 марта 2018 в Тарту (Эстония).

### Участники
| Латвия                 | Литва                     | Эстония                       |
| ---------------------- | ------------------------- | ----------------------------- |
| РСУ-МВС (Рига)         | «Прекиба-Парама» (Алитус) | «Тарту Юликоол Ээден» (Тарту) |
| «МиЛатсс» (Даугавпилс) | «Ахема» (Йонава)          | «Таллинна Юликоол» (Таллин)   |
| «Елгава»               | АСУ (Каунас)              | ТТЮ (Таллин)                  |
|                        |                           | «Кохила» (Кохила)             |

### Финал
18 марта 2018.  Тарту
«Тарту Юликоол Ээден» — «Прекиба-Парама» 3:2.

## Чемпионат 2018/19
В сезоне 2018—2019 в соревнованиях принимали участие 8 команд — по 3 от Латвии и  Литвы и 2 Эстонии.
Чемпионат проводился в два этапа — предварительный и финальный (плей-офф). На предварительной стадии команды играли в два круга. По её итогам 8 лучших команд вышли в четвертьфинал плей-офф и в сериях матчей до двух побед одного из соперников определили участников финала четырёх, которые разыграли призовые места. Финальный турнир прошёл 16-17 марта 2019 в Тарту (Эстония).

### Участники
| Латвия                 | Литва                     | Эстония                         |
| ---------------------- | ------------------------- | ------------------------------- |
| «Ригас ВС» (Рига)      | «Прекиба-Парама» (Алитус) | «Тарту Юликоол Бигбанк» (Тарту) |
| «МиЛатсс» (Даугавпилс) | «Аушрине-ККСК» (Йонава)   | «ТалТех Трейдхаус» (Таллин)     |
| «Елгава»               | «Каунас-ВДУ» (Каунас)     |                                 |

### Финал
17 марта 2019.  Тарту
«Прекиба-Парама» — «Тарту Юликоол Бигбанк» 3:2.

## Чемпионат 2019/20
В сезоне 2019—2020 в соревнованиях принимали участие 9 команд — по 3 от Латвии,  Литвы и Эстонии.
Чемпионат проводился в два этапа — предварительный и финальный (плей-офф). На предварительной стадии команды играли в два круга. По её итогам 8 лучших команд вышли в четвертьфинал плей-офф и в сериях матчей до двух побед одного из соперников определили участников финала четырёх, которые разыграли призовые места. Финальный турнир прошёл 7-8 марта 2019 в Юри (Эстония).

### Участники
| Латвия                 | Литва                     | Эстония                            |
| ---------------------- | ------------------------- | ---------------------------------- |
| «Ригас ВС» (Рига)      | «Каунас-ВДУ» (Каунас)     | «ТалТех Трейдхаус» (Таллин)        |
| «ЛЛУ Елгава» (Елгава)  | «Прекиба-Парама» (Алитус) | «Тарту Юликоол Бигбанк» (Тарту)    |
| «МиЛатсс» (Даугавпилс) | «Аушрине-ККСК» (Йонава)   | «Аудентесе-Ноортекоондис» (Таллин) |

### Финал
8 марта 2020.  Юри
«Ригас ВС» — «ТалТех Трейдхаус» 3:2.

## Чемпионат 2020/21
В сезоне 2020—2021 в соревнованиях принимали участие 9 команд — 4 от Латвии, 3 от Эстонии, 2 от Литвы.
Чемпионат проводился в два этапа — предварительный и финальный (плей-офф). На предварительной стадии команды играли в два круга. По её итогам 6 лучших команд вышли в «финал шести» и определили призёров чемпионата. Финальный турнир прошёл 26-28 февраля 2021 в Тарту и Таллине (Эстония).

### Участники
| Латвия                 | Литва                     | Эстония                            |
| ---------------------- | ------------------------- | ---------------------------------- |
| «Ригас ВС» (Рига)      | «Каунас-ВДУ» (Каунас)     | «ТалТех Трейдхаус» (Таллин)        |
| «Елгава» (Елгава)      | «Прекиба-Парама» (Алитус) | «Аудентесе-Ноортекоондис» (Таллин) |
| «РСУ/МВС» (Рига)       |                           | «Тарту Юликоол Бигбанк» (Тарту)    |
| «МиЛатсс» (Даугавпилс) |                           |                                    |

### Финал
28 февраля 2021.  Таллин
«ТалТех Трейдхаус» — «Ригас ВС/ЛУ» 3:0.

## Чемпионат 2021/22
В сезоне 2021—2022 в соревнованиях принимали участие 12 команд — 5 от Эстонии, 4 от Латвии, 3 от Литвы.
Чемпионат проводился в два этапа — предварительный и финальный (плей-офф). На предварительной стадии команды играли в два круга. По её итогам 8 лучших вышли в четвертьфинал плей-офф и в сериях матчей до двух побед одного из соперников определили участников финала четырёх, которые разыграли призовые места. Финальный турнир прошёл 5-6 марта 2022 в Каунасе (Литва).

### Участники
| Латвия               | Литва                     | Эстония                            |
| -------------------- | ------------------------- | ---------------------------------- |
| «Елгава» (Елгава)    | «Каунас-ВДУ» (Каунас)     | «ТалТех Трейдхаус» (Таллин)        |
| «Рига ВС/ЛУ» (Рига)  | «Прекиба-Парама» (Алитус) | «Баррус» (Выру)                    |
| «РСУ/МВС» (Рига)     | «Аушрине» (Йонава)        | «Тарту Юликоол Бигбанк» (Тарту)    |
| СУФА-ДУ (Даугавпилс) |                           | «Аудентесе-Ноортекоондис» (Таллин) |
|                      |                           | «Таллинна Юликоол» (Таллин)        |

### Финал
6 марта 2022.  Каунас
«Каунас-ВДУ» — «Тарту Юликоол Бигбанк» 3:1.

## Чемпионат 2022/23
В сезоне 2022—2023 в соревнованиях принимали участие 10 команд — 4 от Эстонии, 4 от Латвии, 2 от Литвы.
Чемпионат проводился в два этапа — предварительный и финальный (плей-офф). На предварительной стадии команды играли в два круга. По её итогам 8 лучших вышли в четвертьфинал плей-офф и в сериях матчей до двух побед одного из соперников определили участников финала четырёх, которые разыграли призовые места. Финальный турнир прошёл 25-26 февраля 2023 в Таллине (Эстония).

### Участники
| Латвия               | Литва                 | Эстония                            |
| -------------------- | --------------------- | ---------------------------------- |
| «Рига ВС/ЛУ» (Рига)  | «Аушрине» (Йонава)    | «ТалТех Трейдхаус» (Таллин)        |
| «Елгава» (Елгава)    | «Каунас-ВДУ» (Каунас) | «Тарту Юликоол Бигбанк» (Тарту)    |
| «РСУ/МСГ» (Рига)     |                       | «Аудентесе-Ноортекоондис» (Таллин) |
| СУФА-ДУ (Даугавпилс) |                       | «Баррус» (Выру)                    |

### Финал
26 февраля 2023.  Таллин
«Каунас-ВДУ» — «Аушрине» 3:1.

## Чемпионат 2023/24
В сезоне 2023—2024 в соревнованиях принимали участие 10 команд — 4 от Эстонии, 4 от Латвии, 2 от Литвы.
Чемпионат проводился в два этапа — предварительный и финальный (плей-офф). На предварительной стадии команды играли в два круга. По её итогам 8 лучших вышли в четвертьфинал плей-офф и в сериях матчей до двух побед одного из соперников определили участников финала четырёх, которые разыграли призовые места. Финальный турнир прошёл 1-2 марта 2024 в Таллине (Эстония).

### Участники
| Латвия               | Литва                 | Эстония                            |
| -------------------- | --------------------- | ---------------------------------- |
| «Рига ВС/ЛУ» (Рига)  | «Аушрине» (Йонава)    | «ТалТех» (Таллин)                  |
| «Елгава» (Елгава)    | «Каунас-ВДУ» (Каунас) | «Тарту Юликоол Бигбанк» (Тарту)    |
| «РСУ/МСГ» (Рига)     |                       | «Аудентесе-Ноортекоондис» (Таллин) |
| СУФА-ДУ (Даугавпилс) |                       | «Раэ Спортдикоол» (Юри)            |

### Финал
2 марта 2024.  Таллин
«РСУ/МСГ» — «Тарту Юликоол Бигбанк» 3:1.

## Чемпионат 2024/25
В сезоне 2024—2025 в соревнованиях принимали участие 9 команд — 4 от Эстонии, 3 от Латвии, 2 от Литвы.
Чемпионат проводился в два этапа — предварительный и финальный (плей-офф). На предварительной стадии команды играли в два круга. По её итогам 8 команд вышли в четвертьфинал плей-офф и в сериях матчей до двух побед одного из соперников определили участников финала четырёх, которые разыграли призовые места. Финальный турнир прошёл 1-2 марта 2025 в Каунасе (Литва).

### Участники
| Латвия               | Литва                 | Эстония                            |
| -------------------- | --------------------- | ---------------------------------- |
| «РСУ/МСГ» (Рига)     | «Каунас-ВДУ» (Каунас) | «Раэ-Спордикоол» (Юри)             |
| «Ригас ВС/ЛУ» (Рига) | «Аушрине» (Йонава)    | «ТалТех» (Таллин)                  |
| «Елгава»             |                       | «Тарту Юликоол Бигбанк» (Тарту)    |
|                      |                       | «Аудентесе-Ноортекоондис» (Таллин) |

### Финал
2 марта 2025.  Каунас
«Раэ-Спордикоол» — «Каунас-ВДУ» 3:2.

## Призёры
| Сезон   | 1-е место                   | 2-е место                     | 3-е место                     |
| ------- | --------------------------- | ----------------------------- | ----------------------------- |
| 2007    | «Виймси Мильстранд»         | «Рига»                        | «ЛУ Елгава» Елгава            |
| 2007/08 | «Виймси Мильстранд»         | «Рига»                        | «Таллинна Юликоол» Таллин     |
| 2008/09 | ГМП «Олимпик» Таллин        | «Вильянди Металл» Вильянди    | МСЖ «Ропажи» Мурьяни          |
| 2009/10 | «Вильянди Металл» Вильянди  | «Рига»                        | «ЛУ Елгава» Елгава            |
| 2011/12 | «Пярну»                     | «ЛУ Елгава» Елгава            | МСЖ «Ропажи» Мурьяни          |
| 2012/13 | «Коммунальник» Могилёв      | «Минчанка» Минск              | «Атлант» Барановичи           |
| 2013/14 | «Кохила» Кохила             | «ЛУ Елгава» Елгава            | «Ахема» Йонава                |
| 2014/15 | «Кохила» Кохила             | «Ахема» Йонава                | «ЛУ Елгава» Елгава            |
| 2015/16 | «Кохила» Кохила             | «Хекса» Каунас                | ТТЮ Таллин                    |
| 2016/17 | АСУ Каунас                  | «Кохила» Кохила               | «Тарту Юликоол Ээден» Тарту   |
| 2017/18 | «Тарту Юликоол Ээден» Тарту | «Прекиба-Парма» Алитус        | АСУ Каунас                    |
| 2018/19 | «Прекиба-Парама» Алитус     | «Тарту Юликоол Бигбанк» Тарту | «Ригас ВС» Рига               |
| 2019/20 | «Ригас ВС» Рига             | «ТалТех Трейдхаус» Таллин     | «Тарту Юликоол Бигбанк» Тарту |
| 2020/21 | «ТалТех Трейдхаус» Таллин   | «Ригас ВС» Рига               | «Тарту Юликоол Бигбанк» Тарту |
| 2021/22 | «Каунас-ВДУ» Каунас         | «Тарту Юликоол Бигбанк» Тарту | «Аушрине» Йонава              |
| 2022/23 | «Каунас-ВДУ» Каунас         | «Аушрине» Йонава              | «Рига ВС/ЛУ» Рига             |
| 2023/24 | «РСУ/МСГ» Рига              | «Тарту Юликоол Бигбанк» Тарту | «ТалТех» Таллин               |
| 2024/25 | «Раэ-Спордикоол» Юри        | «Каунас-ВДУ» Каунас           | «РСУ/МСГ» Рига                |

В сезоне 2010/11 турнир не проводился. Лучшие команды Латвии и Эстонии соревновались в рамках открытого чемпионата Латвии.